# Ftalati
Ftalati su esteri ftalatne kiseline i alifatskih alkohola. To su hlapljive tekućine koje se dodaju plastici polimera za povećanje njihove mobilnosti. Također su poznati kao plastifikatori ili omekšivači. To znači da se nalaze u gotovo svemu što nas okružuje.
Oni rade tako da glade unutarnje kretanje molekula polimera. Polimer polivinil klorid (PVC), bez dodatka omekšavala bi bio vrlo težak i krhak i praktički beskoristan za tehničke primjene. S dodatkom omekšivača postaje fleksibilan i elastičan. Koristi se za potplate cipela. Najviše se dodaju omekšivači polimerima koji se upotrebljavaju u prehrambenoj industriji. To su folije za zamatanje hrane i ostalog. Pri tome može doći do kontaminacije hrane omekšivačima. Osim ftalata, plastifikatori se koriste kao aditivi, epoksidirano sojino ulje, te neki sulfonamidi. Za određivanje ftalata u hrani i drugih medija se uglavnom koriste analitičke tehnike tekućine i plinske kromatografije u obliku različitih detektora, kao što su masa - selektivni detektori, spektrofotometri.

## Razina ftalata u hrani
Vruće masti i proizvodi pohranjeni u PVC ambalažu, značajno podižu nivo ftalata. U proizvodima koji su pohranjeni u ambalažama od nehrđajućeg čelika ili stakla, razina ftalata je zadovoljavajuća, a svodi se na 500ng/g. Ti znakovi ukazuju na to da visoke temperature i masna, topla hrana u kontaktu s PVC proizvodima može uzrokovati visoku razinu ftalatne kontaminacije.
Novija istraživanja sve češće potvrđuju štetan utjecaj ftalata, kako na čovjeka, tako i na čitav okoliš. Ftalati na ljudski organizam djeluju kao hormonski disruptori, što znači da remete ravnotežu hormona u živim bićima, što uzrokuje sve veću feminiziranost mužjaka. Osim toga, dokazana je i njihova kancerogenost, koja se prvenstveno manifestira u obliku zloćudnog raka dojke i raka testisa. Ftalati uzrokuju razne malformacije na tkivu testisa, i slabiju plodnost muške populacije.